# Spongiosi

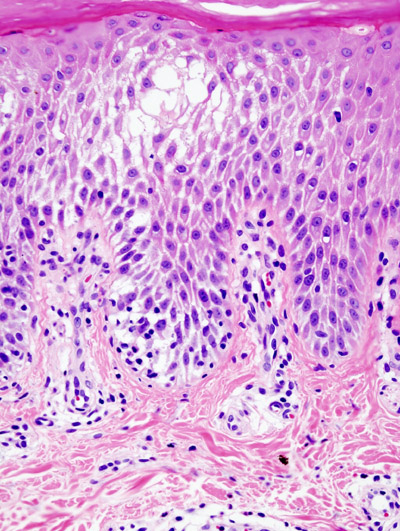
Immagine istopatologica di una dermatite disidrotica, in cui si evidenzia un cambiamento focale spongiotico nell'epidermide

Con il termine spongiosi si descrive quel processo patologico per cui lo strato spinoso dell’epidermide viene imbibito di siero: risultato di tutto ciò è il distacco delle singole cellule tra di loro, con la conseguente formazione di piccole cavità nello spessore dell'epidermide stessa.
È manifestazione tipica di malattie dermatologiche, come l'eczema, per esempio.